# ماه‌چهره خلیلی
ماه‌چهره خلیلی‌زاده (۲۵ دی ۱۳۵۵ – ۱۷ مرداد ۱۳۹۹) بازیگر اهل ایران بود. او فرزند سرهنگ خلبان منوچهر خلیلی، خلبان جنگنده و لیدر تیم آکروجت تاج طلایی نیروی هوایی شاهنشاهی ایران، و نوهٔ دختریِ پروین سلیمانی بود.
خلیلی دارای مدرک کارشناسی ارشد معماری از دانشگاه آکسفورد انگلستان بود و یک دورهٔ بازیگری را در مدرسه متد (Method School) واقع در لندن گذرانده بود. او بازیگری در تلویزیون را با سریال مختارنامه (۱۳۸۹) ساختهٔ داوود میرباقری، و بازی در سینما را با چشمان سیاه (۱۳۸۱) ساختهٔ ایرج قادری آغاز کرد. خلیلی در مرداد ۱۳۹۹ بر اثر سرطان لوزالمعده در لندن درگذشت.

## حرفه
در سال ۱۳۸۸،  خلیلی هنگام بازی در فیلم کوتاهی با عنوان پابوس دچار آسیب‌دیدگی شد. در یکی از صحنه‌های فیلم، او می‌بایست از تپه‌ای بالا برود، اما در حین انجام این حرکت، دچار درد شدیدی در ناحیهٔ پشت پا شد که مانع ادامهٔ فعالیتش گردید. پس از انتقال به بیمارستان، مشخص شد که بافت عضلانی پشت پای وی دچار پارگی شده و این آسیب منجر به خونریزی داخلی گردیده‌است. پزشکان توصیه کردند که وی به مدت ۴۰ روز از انجام هرگونه فعالیت پرهیز کرده و پای خود را ثابت نگه دارد تا از تشدید خونریزی جلوگیری شود. در پی این توصیه، پای او گچ گرفته شد.

## درگذشت
ماه‌چهره خلیلی در ۱۷ مرداد ۱۳۹۹ بر اثر سرطان لوزالمعده در ۴۳ سالگی در لندن درگذشت. پیکر او در ۲۱ مرداد ۱۳۹۹ با حضور خانواده و دوستانش در آرامستان مسلمانان منطقهٔ هِندون واقع در شمال غرب لندن به خاک سپرده شد.

## فیلم‌شناسی

### سینمایی
- سرانگشتان فرشته(۱۳۹۸)
- اشنوگل (۱۳۹۵)
- تصویرم در آیینه نیست (۱۳۹۶)[۱۱]
- قرارمون پارک شهر (۱۳۹۵)
- یادم تو را فراموش (۱۳۹۵)
- صله سحر (۱۳۹۴)
- سوت دل (۱۳۹۳)
- سرانگشتان فرشته (۱۳۹۳)[۱۲]
- قلب سفید قاصدک‌ها (۱۳۹۳)
- هدیه (۱۳۹۳)
- لاله (۱۳۹۲)[۱۳]
- رنج و سرمستی (۱۳۹۲)
- فصل انار (۱۳۹۲)
- نار (۱۳۹۲)
- لب دریا
- سلام بر فرشتگان (۱۳۹۱)
- شبکه (۱۳۸۹)
- پرنده باز (۱۳۸۹)
- شور شیرین (۱۳۸۸)
- سایه وحشت (۱۳۸۷)
- موش (۱۳۸۷)
- پرونده هاوانا (۱۳۸۴)
- تله (۱۳۸۴)
- نقاب (۱۳۸۳)
- چشمان سیاه (۱۳۸۱)

### مجموعه تلویزیونی
- مرضیه (۱۳۹۸)
- دختر گمشده (۱۳۹۷)
- گذر از رنج‌ها (۱۳۹۳)
- کلاه پهلوی (۱۳۸۹–۱۳۸۳)
- نردبام آسمان (۱۳۸۸)
- در چشم باد (۱۳۸۷–۱۳۸۲)
- مختارنامه (۱۳۸۸–۱۳۸۳)

### تله‌فیلم
- از میان سایه‌ها (۱۳۹۲)

### فیلم کوتاه
- پابوس (۱۳۸۹)[۱۴][۱۵]

### تئاتر
- دپوتات[۱۶]
- شاخه نبات

## جوایز و افتخارات
جایزه Jackie brown از جشنواره فیلم تارانتینو
تندیس اولین جشنواره فیلمسازی کودک و نوجوان
 تندیس چهارمین هفته فیلم و عکس (تیرماه ۱۳۸۱)
جایزه چهارمین جشنواره فیلم کانادا به عنوان بهترین بازیگر- در سال ۲۰۱۳
لوح تقدیر از ۲۶ امین جشنواره بین‌المللی فیلم‌های کودکان و نوجوانان اصفهان- مهرماه ۱۳۹۱
 جایزه اولین جشنواره فیلم و عکس گردشگری برای بهترین فیلم «عید قربان»
 لوح سپاس از سازمان صدا و سیما برای بازی درمختارنامه